# Tjarko Evenboer
Tjarko Matthias Evenboer (Zwolle, 9 april 1983) is een Nederlands cartoonist, illustrator, auteur, scenarist en grafisch ontwerper. Hij is vooral bekend als tekenaar en co-auteur van de cartoon Evert Kwok.

## Loopbaan
Evenboer studeerde communicatie in Leeuwarden en werkte vervolgens enkele jaren als grafisch vormgever bij diverse bedrijven. In 2005 startte hij met studiegenoot Eelke de Blouw een vormgevingsbureau in Zutphen. In 2012 is zijn bedrijf verhuisd naar Amersfoort.
Sinds 2003 tekent Evenboer samen met Eelke de Blouw de cartoonreeks Evert Kwok. Van de cartoon verscheen een groot aantal albums, vakantieboeken en andersoortige uitgaven. Ook is de cartoon populair op social media. De cartoons zijn onder andere gepubliceerd in het Algemeen Dagblad, diverse magazines en tal van lesmethodes Nederlands. In 2018 vierde Evert Kwok zijn vijftienjarig bestaan met een jubileumuitgave. In november 2013 verscheen bij Uitgeverij Van Gennep Amsterdam een best-of bundel met de beste grappen van 10 jaar Evert Kwok. In hetzelfde jaar ontwikkelden Evenboer en De Blouw een serie geanimeerde cartoons met Ruben van der Meer als hoofdrolspeler.
Sinds 2011 schrijft Evenboer verhalen voor de Donald Duck. Inmiddels heeft hij meer dan twintig verhalen voor het weekblad geschreven.
Evenboer was jarenlang een overtuigd christen. Hij schreef twee boeken voor uitgeverij Gideon die het geloof verdedigden, het non-fictie boek De wereldwijde vloed (2012) en de roman De stenen getuigen (2016), waarin de parallellen tussen het bijbelse Genesis en wereldwijde mythen centraal staan. In 2020 kwam Evenboer echter met het bericht naar buiten dat hij na een jarenlang veranderingsproces het christelijk geloof achter zich laat. Hij trok de conclusie dat de Bijbel 'een mythisch geschrift vol onjuistheden en tegenstrijdigheden' is, en kwam terug op zijn eigen christelijke boeken.
In 2019 publiceerde Evenboer zijn psychologische thriller Vuurvliegen bij Uitgeverij De Barbaar. In 2022 tekende Evenboer samen met Jeroen Windmeijer een contract bij Xander Uitgevers voor een religieus-historische thrillertrilogie. De eerste twee delen daarvan, Openbaring en Revolutie, verschenen in 2023 en 2024.
Evenboer is tevens beeldend kunstenaar. Hij schildert in een impressionistische en semi-abstracte stijl.

## Publicaties (Evert Kwok)
- 2006: Evert Kwok 1 (Uitgeverij Syndikaat)
- 2008: Evert Kwok 2 (Uitgeverij Syndikaat)
- 2010: Evert Kwok 3 (Uitgeverij Syndikaat)
- 2012: Evert Kwok 4 (Uitgeverij Syndikaat)
- 2013: Evert Kwok - De Beste Woordgrappen (Van Gennep Amsterdam)
- 2014: Evert Kwok - De Beste Woordgrappen 2 (Van Gennep Amsterdam)
- 2015: Evert Kwok 5 (Uitgeverij Syndikaat)
- 2016: Evert Kwok 6 (Uitgeverij Syndikaat)
- 2016: Evert Kwok Vakantieboek (Uitgeverij Syndikaat)
- 2017: Evert Kwok 7 (Uitgeverij Syndikaat)
- 2018: Evert Kwok Vakantieboek 2 (Uitgeverij Syndikaat)
- 2018: Evert Kwok - De Slechtste Woordgrappen (Uitgeverij Syndikaat)
- 2020: Evert Kwok Vakantieboek 3 (Uitgeverij Syndikaat)
- 2020: Evert Kwok 8 (Uitgeverij Syndikaat)
- 2021: Evert Kwok 9 (Uitgeverij Banaan)
- 2022: Evert Kwok Vakantieboek 4 (Uitgeverij Banaan)
- 2022: Evert Kwok - De stripjes (Uitgeverij Banaan)
- 2023: Evert Kwok - De 150 beste woordgrappen (Uitgeverij Banaan)

## Bestseller 60
| Boeken met noteringen in de Nederlandse Bestseller 60 | Jaar van verschijnen | Datum van binnenkomst | Hoogste positie | Aantal weken | Opmerkingen                           |
| ----------------------------------------------------- | -------------------- | --------------------- | --------------- | ------------ | ------------------------------------- |
| Openbaring                                            | 2023                 | 29-03-2023            | 49              | 1            | in samenwerking met Jeroen Windmeijer |

## Baudartius college
Evenboer bracht zijn middelbareschooltijd door op het Baudartius College in Zutphen, net als compagnon Eelke de Blouw en cabaretier Jochem Myjer.